# Alvin y las ardillas (película)
Alvin y las ardillas (título original en inglés: Alvin and the Chipmunks) es una película de 2007. Fue dirigida por Tim Hill y producida por Bagdasarian Company, Cass Film, Regency Enterprises, y distribuida por 20th Century Fox.

## Argumento
Un pino en el que viven tres ardillas, Alvin, Simón y Teodoro, es cortado y llevado a Los Ángeles después de que JETT Records lo compra como árbol de Navidad. El compositor y cantautor en apuros David Seville tiene su última demostración rechazada por su director ejecutivo, Ian Hawke, su compañero de cuarto de la universidad, quien sugiere que Dave deje de escribir canciones. Las Ardillas saltan a una canasta de muffins que Dave le robó a uno de los compañeros de trabajo de Ian y siguen a Dave a casa.
Una vez allí, Dave descubre a las Ardillas y las echa de la casa, solo para escucharlas cantar "Only You (And You Alone)" y "Funkytown". Luego, Dave hace un trato con las Ardillas para cantar canciones que él escribe a cambio de refugio. Más tarde, cuando Dave intenta presentarle las Ardillas a Ian, no logran cantar debido al pánico escénico. El día empeora cuando Dave es despedido de su trabajo publicitario debido a que las Ardillas, sin saberlo, arruinaron su presentación. Mientras organiza una cena con su exnovia Claire Wilson, Dave lucha por ocultar a las Ardillas después de que Alvin intenta crear una atmósfera romántica, lo que incomoda a Claire y hace que se vaya. Para compensarlo, las Ardillas van a la lujosa mansión de Ian donde le cantan la canción de Dave, lo que lleva a Ian a firmar un contrato discográfico.
Las ardillas se vuelven rápidamente un éxito internacional. Cuando Dave, preocupado por su bienestar, insiste en que las Ardillas son demasiado jóvenes para manejar la fama, Ian las convence de que Dave las está frenando. Después de un malentendido, las Ardillas eligen vivir con Ian, cuyo único interés es beneficiarse del éxito de las Ardillas mientras emprenden una gira nacional de costa a costa donde Ian explota su ingenuidad haciéndolas trabajar demasiado constantemente. Luego se escucha en todas las noticias que las Ardillas se están desgastando debido a que Ian las hace cantar constantemente. Frustrado por lo que Ian les ha hecho a las Ardillas, Dave decide infiltrarse en su concierto en el Teatro Orpheum para recuperarlas.
Antes de que pueda comenzar su recorrido, una veterinaria le explica a Ian que las voces de las Ardillas se han desgastado debido al agotamiento y sugiere que tomen un descanso prolongado, pero Ian, que no está dispuesto a emitir reembolsos, aconseja a las Ardillas que hagan playback. Con la ayuda de Claire, Dave puede entrar al concierto; las Ardillas escuchan a Dave llamar y deciden sabotear el espectáculo. Dave es tomado como rehén por seguridad e Ian pisa las colas de las Ardillas, las encierra en una jaula y se prepara para llevarlas en su gira mundial a París, escapando en su limusina con Dave persiguiéndolos, aunque las Ardillas ya han escapado al auto de Dave. Mientras Dave y las Ardillas se reconcilian, Ian descubre el escape, lo que le cuesta tanto su carrera como su fortuna.

## Elenco
- Jason Lee como David "Dave" Seville.
- David Cross como Ian Hawke.
- Cameron Richardson como Claire Wilson.
- Jane Lynch como Gail.
- Beth Riesgraf como Madre en la tienda.
- Adriane Lenox como veterinario.
- Kevin Symons como Ted.
- Frank Maharajh como Barry.
- Don Tiffany como el ingeniero.
- Veronica Alicino como Amy.
- Jayden Lund como Oficial de Seguridad.
- Oliver Muirhead como Butler.
- Chris Classic como el DJ.
- Rosero McCoy como el coreógrafo.

## Voces
- Justin Long como Alvin Seville.
- Matthew Gray Gubler como Simon Seville.
- Jesse McCartney como Theodore Seville.

## Recepción
La película fue duramente criticada, recibiendo solamente una aprobacíón del 24%, según las revistas estadounidenses. A pesar de las críticas negativas, Alvin and the Chipmunks fue estrenada en Norteamérica el día 14 de diciembre de 2007, y obtuvo una sorprendente recaudación de 44.307.417 dólares en 3.475 salas de cine. En el primer fin de semana de la película en cartelera. Su segundo fin de semana fue también bueno: recaudó 28.179.556 dólares, y quedó en tercera posición, detrás de La leyenda del tesoro perdido el libro de los secretos y Soy leyenda. Luego, en su tercer fin de semana, sobrepasó en recaudación a Soy leyenda, quedando en segundo lugar, todavía debajo de La leyenda del Tesoro Perdido: El libro de los secretos. Para la fecha del 11 de febrero de 2008, la película había recaudado 209.000.000 de dólares en Estados Unidos, y más de 323.000.000 en el resto del mundo, haciéndolo un gran éxito comercial. Según MTV, también se convirtió en la película más vista en la que haya animales parlantes pero que no es animada, hasta la fecha. Además, fue la mayor producción de la 20th Century Fox del año 2007.
El éxito de la película fue una gran sorpresa para los ejecutivos de la 20th Century Fox, quienes la produjeron, ya que los críticos de cine habían hecho críticas negativas. Elizabeth Gabler de Fox 2000 dijo a The Los Angeles Times, "Cuando miro la recaudación de la película, simplemente me río".

## Estrenos
2007 

## Lanzamientos en DVD y en Blu-ray
Los lanzamientos de la película en DVD y en Blu-ray fueron planeados para el 1 de abril de 2008. Según DVDActive, la edición especial de disco doble no ha sido cancelada.

## Premios
| Año  | Premio                          | Categoría         | Resultado | Ref   |
| ---- | ------------------------------- | ----------------- | --------- | ----- |
| 2008 | Nickelodeon Kids' Choice Awards | Película favorita | Ganadora  | [ 4 ] |

## Banda sonora
La banda sonora fue lanzada el 20 de noviembre de 2007, tres semanas antes del estreno de la película. Contiene nuevas versiones de canciones viejas, como Witch Doctor y The Chipmunk Song (Don't Be Late), versiones cover de canciones como Bad Day (de Daniel Powter) y Funkytown (de Lipps Inc.) y canciones nuevas, como Ain't No Party y Get Munk'd.l

## Videojuego
El videojuego de Alvin and the Chipmunks por la película fue lanzado a la venta el 4 de diciembre de 2007, por la Wii, Nintendo DS, PlayStation 2, y para la PC, una semana y tres días después del estreno de la película.

## Secuela
Una secuela, titulada Alvin y las ardillas 2, fue lanzada el 23 de diciembre de 2009. Zachary Levi se unió al reparto para reemplazar Jason Lee, debido a su pequeño papel y por su papel en My Name is Earl, los miembros del reparto principal repitieron sus roles para la secuela y la película también reintrodujo a las Chipettes . Una tercera entrega, titulada Alvin y las ardillas 3, fue lanzada el 16 de diciembre de 2011 y una cuarta entrega, titulada Alvin and the Chipmunks: The Road Chip fue lanzada el 18 de diciembre de 2015.